# Guy McIntyre
(en) Statistiques sur pro-football-reference
Guy Maurice McIntyre (né le 17 février 1961 à Thomasville, Géorgie) est un joueur américain de football américain ayant évolué au poste d'offensive guard dans la National Football League (NFL) entre 1984 et 1996. Il remporte trois Super Bowls (XIX, XXIII et XXIV).
McIntyre est l'un des premiers joueurs de ligne offensive de la NFL à être utilisé comme un bloqueur arrière ou fullback dans la formation Angus de Bill Walsh.